# Poljice Popovo
Poljice Popovo (en serbe cyrillique : Пољице Попово) est un village de Bosnie-Herzégovine. Il est situé sur le territoire de la ville de Trebinje et dans la république serbe de Bosnie. Selon les premiers résultats du recensement bosnien de 2013, il compte 35 habitants.

## Géographie
Le village est situé au bord de la Trebišnjica, un cours d'eau qui débouche pour une part dans la mer Adriatique et se jette pour une autre part dans la Neretva.
Il est entouré par les localités suivantes :
|                                        | Dračevo Tulje  |        |
| Sedlari                                | Poljice Popovo | Žakovo |
| Baljivac (municipalité de Ravno, FBiH) | Rapti Bobani   |        |

## Démographie

### Évolution historique de la population dans la localité
| 1948 | 1953 | 1961 | 1971 | 1981 | 1991 | 2013 |
| ---- | ---- | ---- | ---- | ---- | ---- | ---- |
| -    | -    | 242  | 206  | 160  | 71   | 35   |

|  |

### Répartition de la population par nationalités (1991)
En 1991, les 71 habitants du village étaient tous serbes.

### Communauté locale
En 1991, la communauté locale de Poljice Popovo comptait 121 habitants, tous serbes :